# Convento di San Francesco (Urbino)
Il convento di San Francesco è il convento dei frati minori conventuali ed uno dei principali edifici religiosi della città di Urbino, nelle Marche.
Ha il proprio ingresso su piazza San Francesco, adiacente a via Raffaello, vicina alla centrale piazza della Repubblica. In origine occupava un intero isolato, compreso tra le vie: Raffaello, Battisti, Sant'Andrea e Bramante; in seguito alle confische, conseguenti alla nascita del Regno d'Italia, venne fortemente ridimensionato.
La chiesa si può considerare il Pantheon urbinate, per le numerose lastre marmoree di numerosi personaggi illustri di Urbino.

## Storia

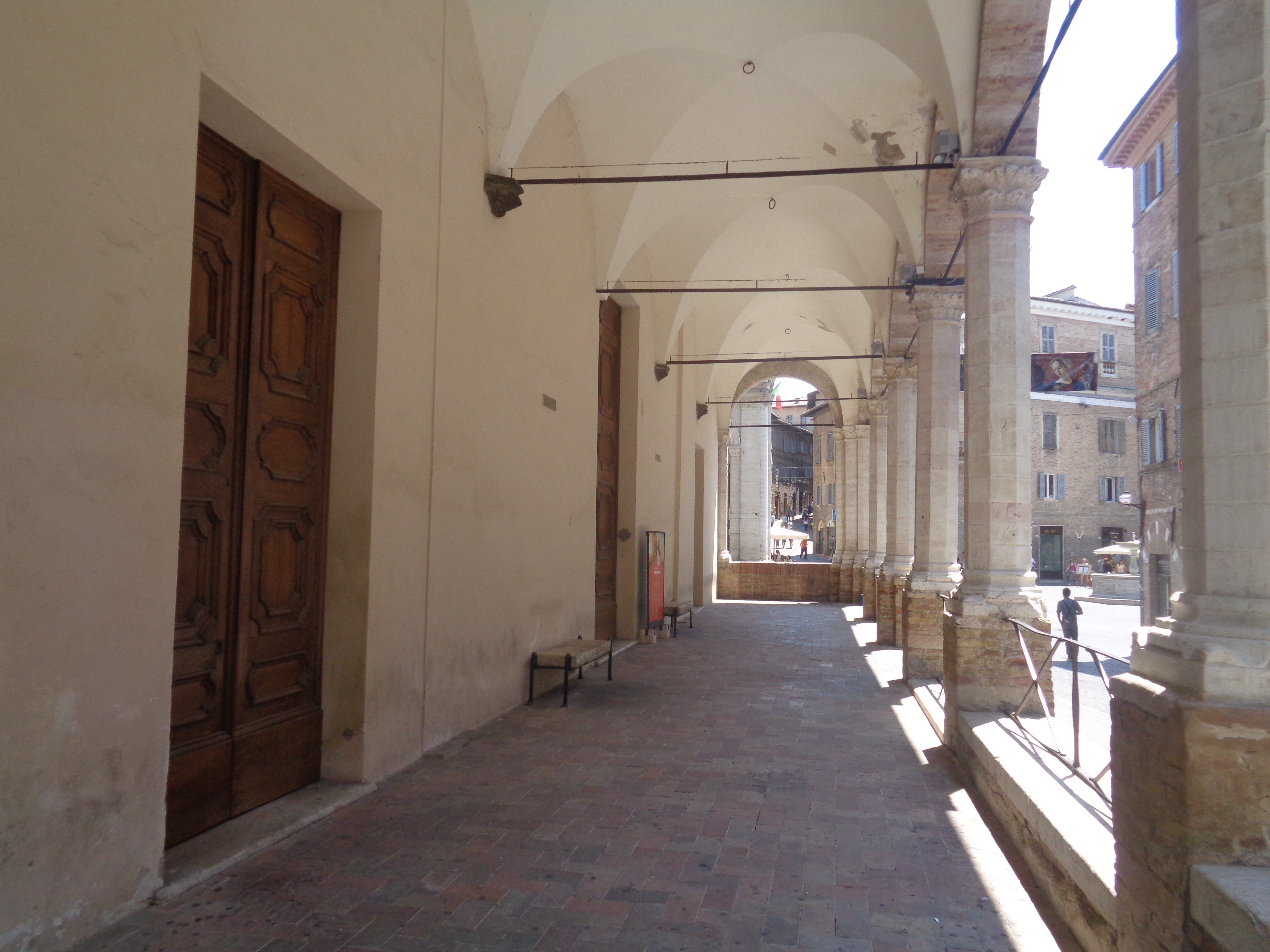
Il portico della chiesa

La presenza dei padri francescani in Urbino è molto antica, risale al periodo in cui era ancora in vita san Francesco d'Assisi (1182 - 1226). Infatti nel 1228 i primi frati risiedevano in un piccolo convento vicino all'attuale chiesa di Santo Spirito, già nell'area dell'odierno convento. Qualche anno dopo si trasferirono in alcuni edifici adiacenti al monastero di Sant'Angelo dei padri benedettini, poco distanti.
Nel 1286 il vescovo Egidio cedette ai frati le case e gli orti dell'abbazia e monastero di Sant'Angelo; e fu in questo periodo che venne eretto il convento, in stile romanico - gotico, di notevoli dimensioni, tant'è che aveva tre chiostri e un grande orto. La chiesa venne terminata nel 1350 con la conclusione del campanile cuspidato. Nel secolo XIII venne costruito anche un mirabile chiostro in cui furono sepolti i Conti di Urbino e alte personalità cittadine.
Fin dalle origini tale convento fu molto rinomato per il suo Gimnasium Publicum sia nel territorio che nell'Ordine, grazie alle concessioni fatte dai duchi e dal Collegio rotale, di poter concedere lauree in teologia e filosofia.
Infatti il convento fu sede di Studio anche per esterni, con certezza dal 1488, e godeva della cattedra fissa di teologia nell’Università feltresca (fino al 1861). Accolse il noviziato fra il 1653 e il 1828. Clemente XI eleverà lo studio al rango di Collegium il 30 maggio del 1701 con facoltà di laureare, e lo dotò della pubblica biblioteca. Fra i figli illustri di questo convento si ricorda il futuro papa Clemente XIV (1769-1774).
Nel XVII secolo venne demolito il primo chiostro, in quanto pericolante. Su un'iniziativa di modernizzazione promossa e sostenuta finanziariamente (anche dopo la sua morte, con un lascito apposito) dal cardinal Annibale Albani divenuto papa Clemente XI, la chiesa venne demolita e ridotta all'attuale aspetto settecentesco.
Il progetto del nuovo edificio è di incerta paternità, dapprima si riteneva fossero Gaspare Vanvitelli e suo figlio Luigi, a quel tempo attivi ad Ancona; ma sembrerebbe più plausibile che la chiesa venne trasformata, fra il 1739 e il 1751, dall'architetto romano Filippo Barigioni, magari su disegno e consigli di Luigi Vanvitelli. Altri attribuiscono il disegno a G. Battista Bartoli (+1741), un frate carmelitano di Pesaro, forse con la supervisione del Vanvitelli.
Il convento subì, tra il 1748 e il 1790, una radicale ristrutturazione.
Nel 1807, durante l'occupazione francese, il convento fu soppresso e l'edificio venne adibito a caserma, fino al 1816 quando tornò ad assumere la funzione originaria.
Durante l'occupazione francese venne istituita nell'orto del convento una coltura botanica (l'attuale Orto botanico), gestita dal liceo convitto, passata poi ai frati e infine all'Università (1844).
Il convento sarà nuovamente soppresso tra il 1860 e il 1866, in seguito all'annessione della città al Regno d'Italia, e anche in questa occasione verrà adibito a caserma (presidio militare); i beni fondiari del convento vennero messi all'asta. Nel 1868 il demanio consegnò l'edificio al Comune di Urbino.
I padri francescani poterono tornare a risiedere nell'edificio nel 1877, ma solo nella parte adiacente alla chiesa, che sarà definitivamente acquistata dall'Ente provinciale dell'Ordine dei frati minori conventuali nel 1902.
Le parti che furono confiscate, subirono importanti interventi di rifacimento (in alcuni casi vennero demolite) che ne cambiarono l'aspetto, per ospitare attività commerciali, residenziali e, attualmente, la sede dell'ufficio postale e del liceo artistico Scuola del Libro. Il primo chiostro (con funzione di cimitero), sul lato sinistro della chiesa, nel 1894, subì la demolizione del lato che lo separava dall'odierna via Raffaello, per creare la piazzetta del Mercato delle erbe (ora piazza San Francesco). Attualmente, dei tre chiostri originari, è sopravvissuto solo un lato di quello più grande, al centro del convento.

## Descrizione

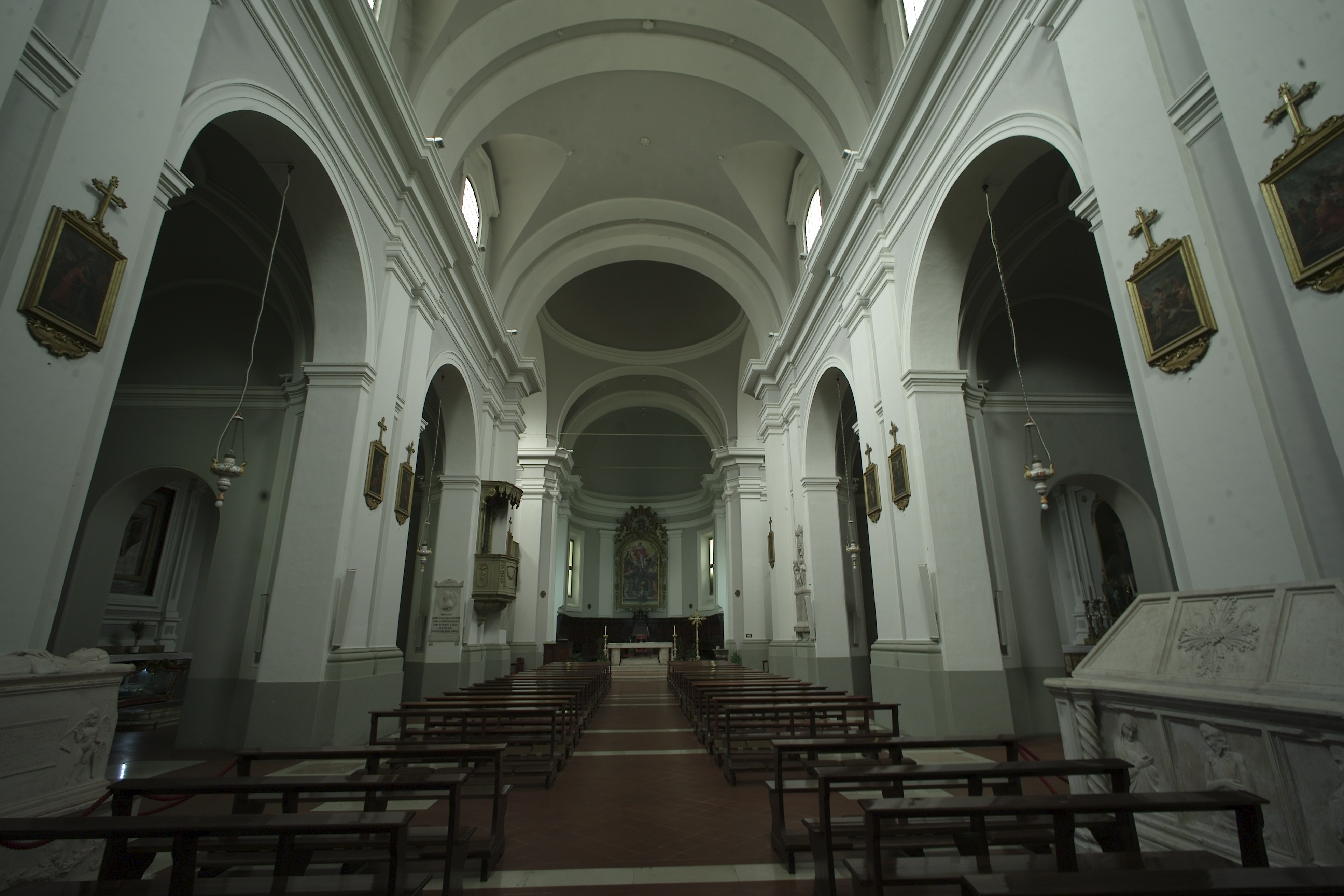
L'interno della chiesa

La struttura originaria risale al XIV secolo, era lunga 45 metri e larga 20; divisa in due navate, una grande, con una copertura a capriate, e una più piccola a destra, rialzata su quattro gradini e con una copertura a volta, composta da sette cappelle gentilizie, affrescate da Antonio Alberti da Ferrara e da altri (alcuni frammenti si conservano nella Galleria Nazionale delle Marche). In tutta la chiesa vi erano diciotto altari. Nel mezzo della navata centrale vi era un coro ligneo intagliato e intarsiato a figure (1498 circa) con cento seggi (andato perduto).
Tra il 1732 ed il 1751 la chiesa fu ristrutturata internamente secondo il gusto dell'epoca, grazie alla promozione ed alle donazioni del cardinal Annibale Albani. Tale ristrutturazione portò all'attuale conformazione della chiesa, ovvero a croce latina e a tre navate con cupola cieca sulla crociera; con lievi modifiche all'esterno, rispondenti giusto alla nuova sistemazione dell'interno.
Dell'antica chiesa romanico-gotica sono sopravvissuti il mirabile campanile cuspidato, alto 46 metri, con la sottostante cappella, il frammento d'affresco dei Salimbeni ed il portico sulla facciata principale.
L'altare maggiore, rifatto dopo il Concilio Vaticano II, conserva sotto la mensa la statua giacente dell'urbinate Girolamo Santucci, vescovo di Fossombrone, risalente al XV secolo prelevata dai depositi della Galleria Nazionale delle Marche, ma originariamente collocata nella cattedrale cittadina, ove rimase fin verso il XVIII secolo. Sotto l'altare si trova l'urna con le reliquie del beato Giovanni Pelingotto, qui trasferito dall'altare di San Lorenzo, dopo la ristrutturazione settecentesca. Invece il coro ligneo nell'abside è un'opera settecentesca dell'urbinate Giuseppe Tosi.

### Cappella del Santissimo Sacramento
È situata a destra del presbiterio, ma fu sistemata nel sito odierno durante la ristrutturazione settecentesca, quando la cappella precedente,  eretta per volontà del duca Francesco Maria I Della Rovere, verso gli anni dieci del XVI secolo come oratorio privato familiare ed ubicata nell'angolo settentrionale del chiostro-cimitero, fu smantellata. Essa aveva originariamente una pianta ottagonale, ma nella traslazione settecentesca, curata dall'architetto Giuseppe Tosi, la sua forma fu adattata alla pianta rettangolare tipica di una cappella. Il pregevole apparato decorativo scultoreo rinascimentale costituito da bassorilievi lapidei ed eseguito da Costantino Trappola di Sant'Ippolito fra il 1516 e il 1527 fu anch'esso trasferito e sistemato in buona parte nella cappella, mentre altri pezzi furono sistemati nel portale nel braccio sinistro del transetto. L'ambiente cinquecentesco aveva un altare corredato da un'Incredulità di San Tommaso di Pierantonio Palmerini, mentre l'attuale altare ha un ornato marmoreo realizzato nel XIX secolo ed incornicia un frammento di affresco raffigurante una Madonna con Bambino, opera di Ottaviano Nelli dei primi anni del XV secolo.

### Cappella dei Caduti
Si tratta dell'antica cappella gentilizia della famiglia Paltroni, situata a sinistra del presbiterio, sotto al campanile. Vi si accede da un portale nel braccio sinistro del transetto, sotto all'organo, che immette in un breve corridoio, da cui si può accedere sia a questa cappella che alla sacrestia. In origine era interamente ricoperta da un ciclo di affreschi, opera di Antonio Alberti da Ferrara, ormai completamente scomparsi. Ospita però una Pietà (1421 circa), opera di un artista di area tedesca, che apparteneva al monumento funebre del conte Ugolino Bandi, situata nel portico del chiostro-cimitero ed ivi trasferita dopo la demolizione di quest'ultimo. Nel 1929 fu dedicata ai soldati caduti in guerra.

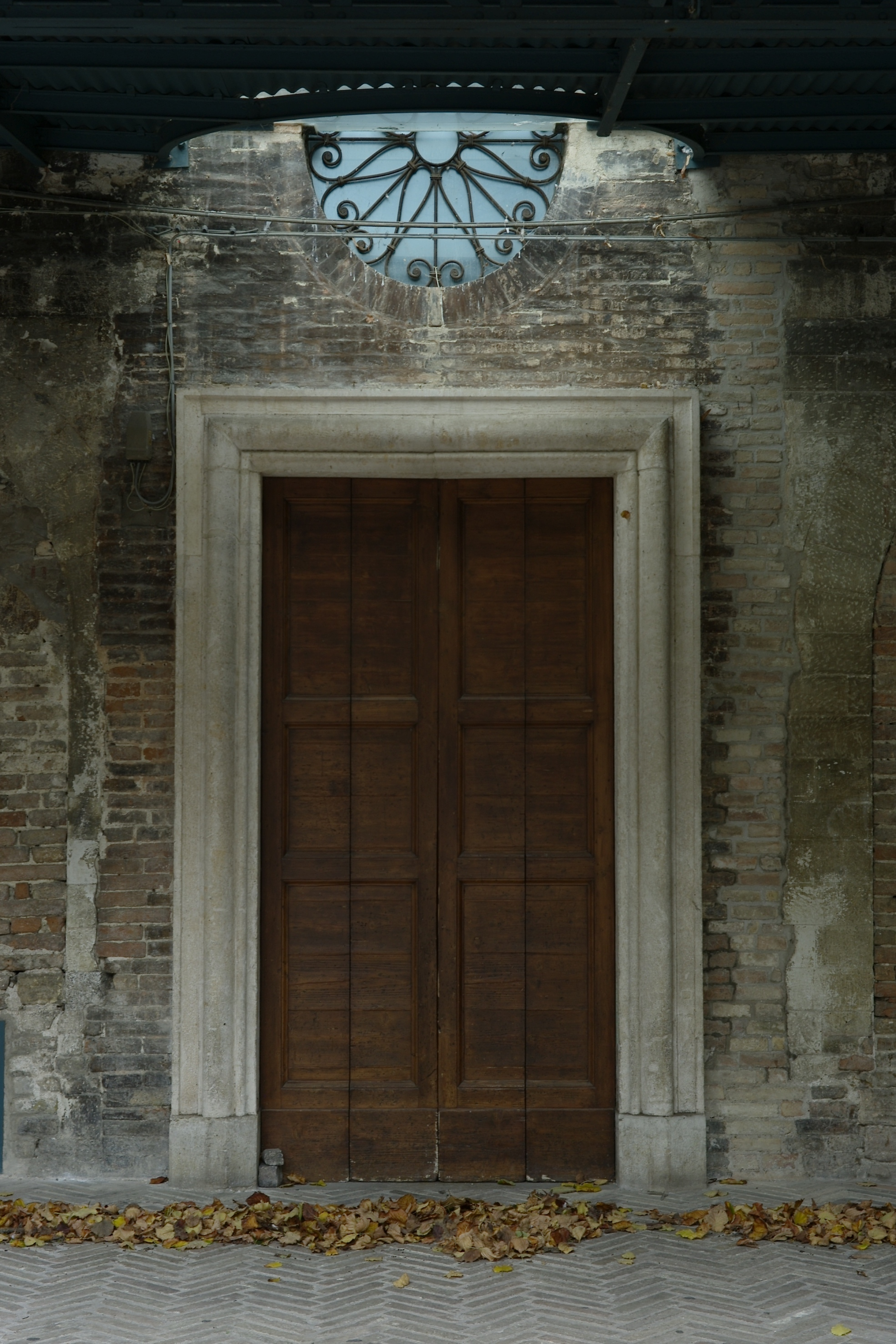
Il portale della Cappella Albani

### Cappella Albani
Si trova accanto alla sacrestia, ma ha il proprio ingresso principale sull'attuale piazza san Francesco (l'antico chiostro-cimitero della chiesa). È ad aula unica, in forma rettangolare (con l'ingresso e l'altare sui lati lunghi), con un solo altare. In origine era la sala del Capitolo del Convento, ma fu trasformata in cappella gentilizia della famiglia Albani nel 1731, per volontà del cardinal Annibale.
La decorazione a stucco delle pareti e delle finestre è attribuibile a Luigi Vanvitelli, mentre l'altare è composto da un antico sarcofago paleocristiano risalente al III secolo, che il cardinal Albani fece trasportare dalla chiesa di Sant'Eustachio di Roma; l'altare conserva le reliquie dei quattro Santi Martiri (Eustachio, la moglie Teopista, i figli Agapito e Teofilo). Sulla parete destra vi è un busto di papa Clemente XI, sotto di esso vi è un vaso in alabastro contenente i precordi del papa. Nella cappella vi sono sepolti Orazio Albani e Elena Mosca, rispettivamente nonno e madre di Clemente XI.

### Opere d'arte
L'opera più pregevole che vi si conserva, sull'altar maggiore, è il Perdono d'Assisi di Federico Barocci, dipinta tra 1574 ed il '76. Vi sono poi le due grandi tele, servite per i mosaici della basilica vaticana a Roma, sopra ai due altari del transetto, San Pietro che battezza i santi Processo e Martiniano di Giuseppe Passeri e San Pietro che battezza il centurione Cornelio di Andrea Procaccini, dono del cardinal Annibale Albani. 
Inoltre in tale chiesa erano conservate anche altre due tele del Barocci, la Vergine Immacolata e la Madonna dei santi Simone e Giuda (1567), ora entrambe nella Galleria Nazionale delle Marche. Quest'ultima opera si trovava sul terzo altare della navata destra fino agli anni settanta del XIX secolo.
Invece sul primo altare della navata sinistra, dedicato a San Sebastiano, si trova una tela dell'urbinate Cesare Maggeri, raffigurante la Trinità con i santi Lorenzo, Giuseppe, Carlo Borromeo e Nicola da Tolentino (1611); ma originariamente in tale collocazione vi era la Pala Buffi (1489) di Giovanni Santi, raffigurante la Madonna con Bambino in trono tra i santi Giovanni Battista, Francesco, Girolamo e Sebastiano (oggi conservata nella Galleria Nazionale delle Marche), affiancata da altre due tele sempre del Santi (San Rocco e L'Arcangelo e Tobia), oggi conservate nella Casa natale di Raffaello. 
Sul primo altare della navata destra si trova una tela del genovese Giuseppe Ratti, raffigurante il Crocefisso, San Giuseppe da Copertino e il beato Bonaventura da Potenza (1777), commissionata in origine per la cappella del Crocefisso (terzo altare della navata sinistra) e ivi rimasto fino agli anni settanta del XIX secolo, quando si decise di rendere visibile il frammento di affresco di un Cristo crocifisso (inizio XV secolo) dei fratelli Salimbeni. Quest'ultima opera si trovava nella cappella del Crocefisso nel chiostro-cimitero del convento, poi qui trasferita durante la ristrutturazione settecentesca.

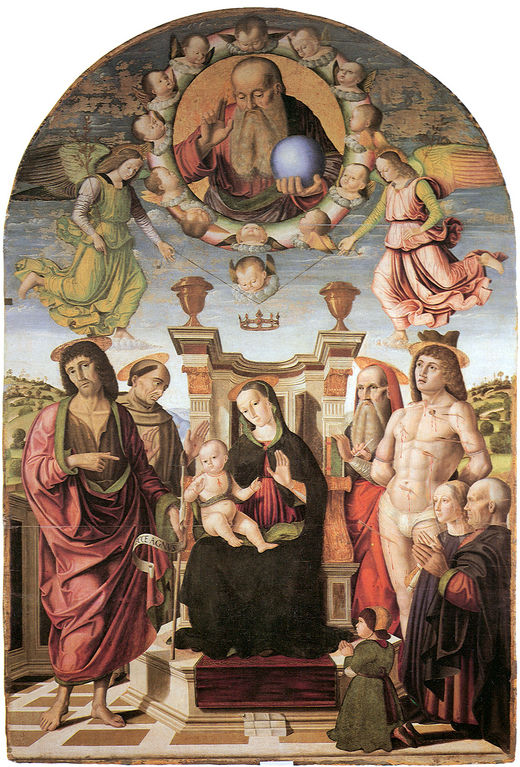
La Pala Buffi di Giovanni Santi
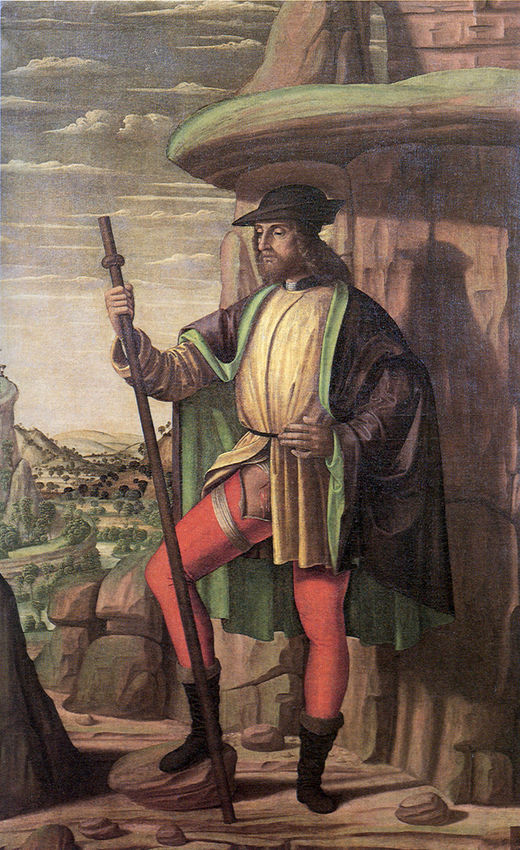
San Rocco di Giovanni Santi
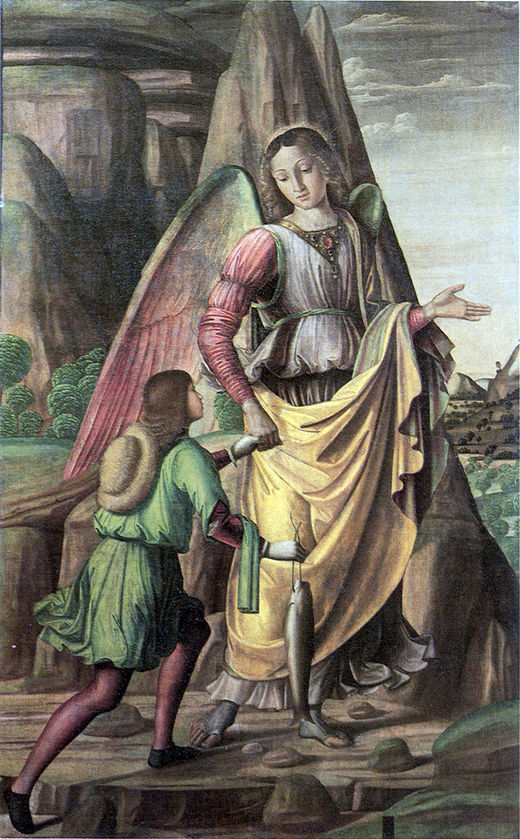
Tobia e l'angelo di Giovanni Santi
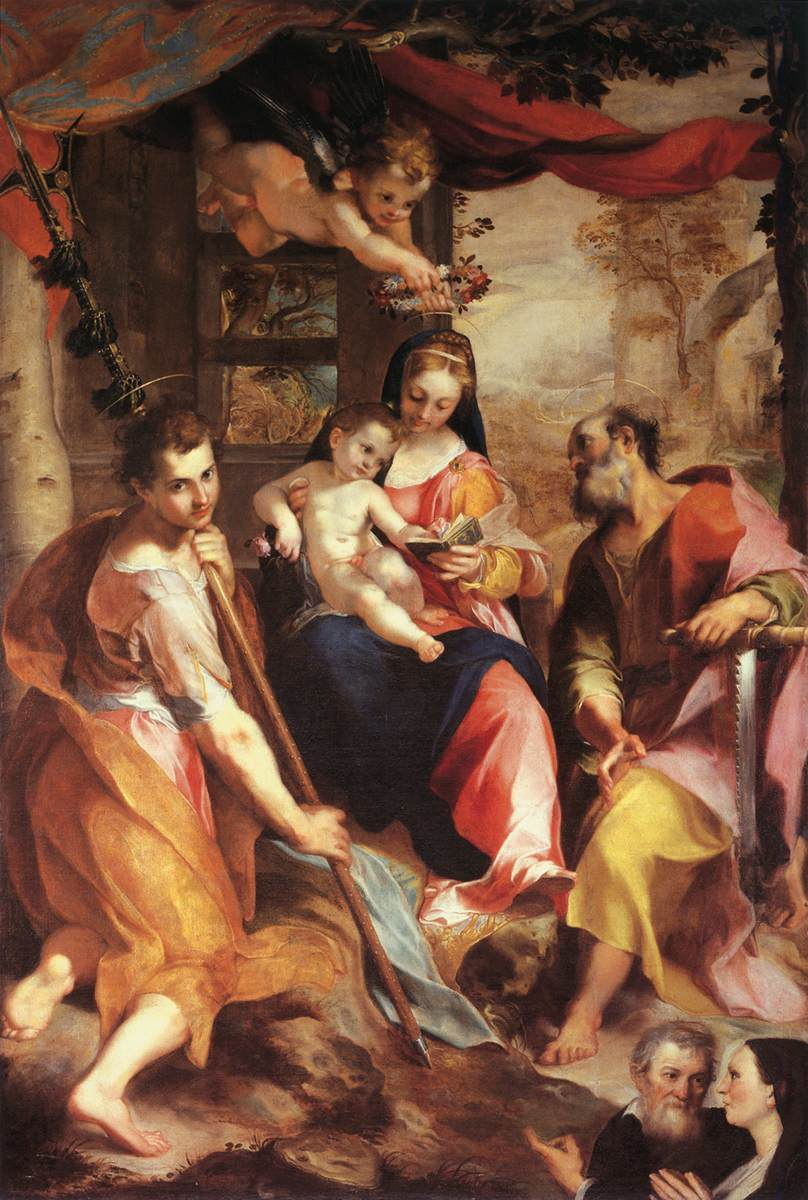
Madonna dei santi Simone e Giuda di Federico Barocci
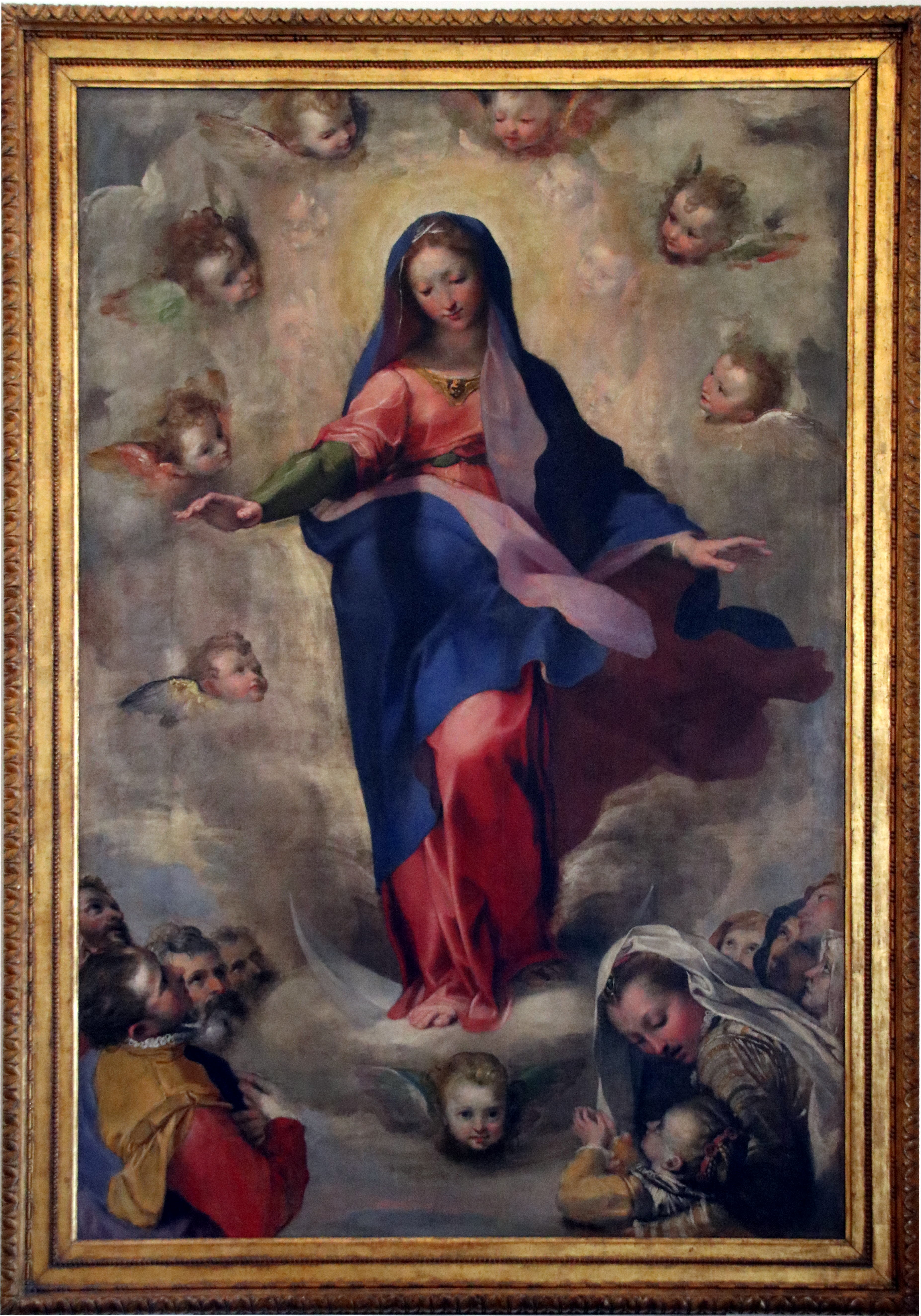
Vergine Immacolata di Federico Barocci
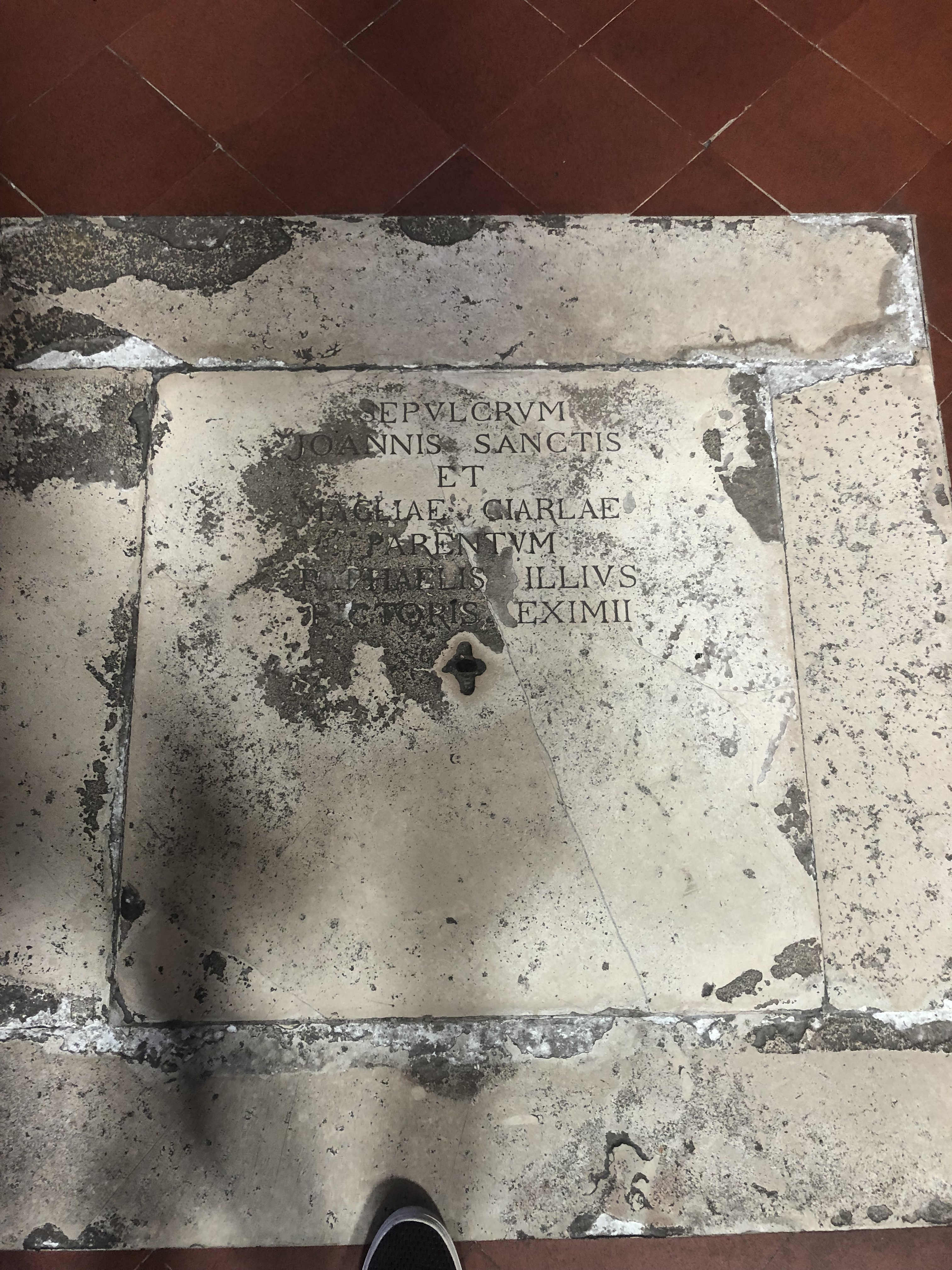
Tomba di Giovanni Santi e Magia Ciarla, genitori di Raffaello

### Pantheon
La chiesa si può considerare il Pantheon urbinate, per le numerose lastre marmoree di alcuni dei personaggi più illustri di Urbino. Infatti all'epoca il cimitero era nel chiostro dove oggi si trova la piazza. Fra essi: il Beato Pelingotto, il conte Antonio II da Montefeltro, Rengarda Malatesta (prima moglie del conte Guidantonio da Montefeltro), Giovanni Santi e la moglie Magia Ciarla (i genitori di Raffaello Sanzio), il pittore Federico Barocci, Timoteo Viti, Federico Commandino (matematico, umanista, tipografo), Bernardino Baldi (matematico, poeta, storico), Antonio Galli (poeta), Marco Montano (poeta), Marco Antonio Battiferri (scrittore), Muzio Oddi, Cesare Maggeri (pittore), Felice Paciotti (letterato e filosofo), Annibale Luciani (matematico), Giovan Giacomo Passeri (francescano), Giovanni Battista Comandino (architetto). Nella sua cripta e nei diciotto altari sono, inoltre, i sacelli delle famiglie nobili di Urbino: Biancalana, Boni, Palma, Buffi e tanti altri. All'inizio della navata centrale si trovano due sarcofagi, rimossi a fine XIX secolo dal portico del chiostro-cimitero, trasferiti prima al Palazzo Ducale e poi nell'odierna collocazione; quello sul lato destro appartiene ad Agnesina dei Prefetti di Vico (1416 circa), moglie del conte Antonio II da Montefeltro, mentre l'altro, sul lato opposto, appartiene a Calapatrissa Santucci (1478 circa), nella pietra dei vicini colli delle Cesane, opera di Domenico Rosselli, commissionato dai figli Alessandro e Pietro Paolo nel 1478, anno in cui la defunta morì, eseguito probabilmente nei primi anni ottanta del Quattrocento.